# Cunerisme
El cunerisme era la pràctica, corrent en el sistema de la Restauració borbònica, de presentar candidats externs al país a les eleccions a diputats a Corts i senadors, candidats sense relació amb les realitats econòmiques, socials o culturals de la circumscripció, i desconeixedors per complet d'aquestes. Els candidats cuners eren imposats des del Govern i normalment es tractava de figures del partit o compromisos personals i polítics que eren col·locats a territoris controlats pel caciquisme per a la seva elecció sense dificultats. La paraula cunero, per tant, s'aplicava al diputat electe per un districte amb el qual no el lligaven més vincles que els de la recomanació oficial. El cunerisme anava junt amb la pràctica de l'encasellat ("encasillado"), o nominació des del Govern Civil de la província dels candidats que havien de sortir elegits.

## Cunerisme a Catalunya
En l'estudi fet per Joan Palomas i Moncholi es constata que de 144 parlamentaris elegits a Catalunya en el període 1876-1885, 42 es poden considerar cuneros. El cunerisme és destacable a Lleida, amb un 55% de parlamentaris cuners respecte de tots els personatges del període. El cunerisme es concentra a la zona de muntanya i de la part oriental de la província. En alguns casos, es tracta de personatges que obtenen la seva acta de diputat reiteradament pel mateix lloc. Aquest és el cas de Rafael Cabezas a Tremp, de Luís de León y Cataumbert a Sort, dels Alonso Martínez (pare i fill) a Cervera i de Manuel de Azcárraga a Solsona. La Seu d'Urgell és un altre districte amb predomini cuner, però sense la fixació d'un mateix personatge dels districtes anteriors. Cal esmentar també els germans Vivanco, de procedència del sud peninsular, però que acaben naturalitzant-se a la zona, i per això no se’ls pot considerar pròpiament cuneros.
Segueix en l'ordre de demarcacions amb presència de cunerisme la província de Tarragona, tot i que ja a una considerable distància de la de Lleida. Aquí el fenomen cunero se situa en un 24% (enfront del 55% de Lleida).
Segueix Girona, amb un índex de cunerisme per sota del de Tarragona (18%). D'aquests diputats cuners, cal destacar la reiterada presència de José Álvarez Mariño a Vilademuls, personatge que, no obstant, es mostrà en sintonia amb les demandes de les corporacions econòmiques catalanes. El districte de Figueres té en dues ocasions diputats cuners, Santa Coloma de Farners i Olot en tenen un cadascun, tot i que en el cas d'Olot es tracta de Pedro Diz Romero, director del periòdic madrileny La Mañana.
Barcelona presenta un índex de cunerisme considerablement menor (6%). D'aquests, el cas més emblemàtic de presència continuada d'un diputat cuner és el d'Emilio Castelar a Barcelona. Els altres dos únics escons ocupats per diputats cuners corresponen als districtes de Berga i d'Igualada, amb un cadascun, tot i que en el cas d'aquest darrer districte, es tracta de Manuel Camacho, que igual que en el cas de Diz, manté una relació clara amb els interessos del districte, per la seva vinculació al projecte ferroviari Igualada-Sant Sadurní d'Anoia.
La creixent incidència social i política del catalanisme, del republicanisme federal i del moviment obrer va representar un gran cop per a les pràctiques cuneres i de manipulació electoral permanent, posant en qüestió tot l'entramat de la Restauració borbònica.

## Cunerisme al País Valencià
La pràctica de l'encasellat i del cunerisme també va ser corrent al País Valencià. Tanmateix aquestes pràctiques trobaren una oposició creixent del republicanisme i les forces d'oposició al sistema. Es pot esmentar la reunió del paranimf de la Universitat del 1879 a favor d'una veritable representació del País. Segons Yanini i Zurita Aldeguer el cunerisme a València fou més aviat excepcional en comparança a la representació d'interessos amb diputats arrelats al districte. Amb tot el cunerisme hi fou present. Es pot esmentar el cas de Carles Reig i Forquet fill d'uina poderosa família valenciana, establert a Madrid i absent de València, que malgrat tot fou representant electoral de València gràcies a la seva influència a Requena i la seva vall, en especial a Aiora. Un altre cas és el de Ramon Aranaz, resident a Madrid, a partir de 1865 elegit 5 vegades diputat per València.

## Cunerisme a Mallorca
A Mallorca el cunerisme va ser una pràctica habitual. La llei electoral establia el sufragi censatari, és a dir, el vot reservat tan sols als rics. Per tant, entre el 1837 i el 1868 i entre el 1879 i el 1886, molts de candidats per Mallorca eren cuners sense cap relació amb l'Illa. Entre els diputats cuneros hi trobam destacats polítics espanyols com Francisco J. Istúriz, del Partit Moderat, president del Govern el 1836; Francisco Serrano, que va ser president provisional després de la Revolució de Setembre de 1868 i regent d'Espanya entre el 1869 i el 1871, i el republicà moderat Emilio Castelar, president de la Primera República la tardor del 1873. Hi havia cuners que havien estat ministres i aspiraven a un escó com a premi de consolació. Aquest era el cas de Nicolás María Garelli, moderat; José Landero Corchado, progressista; Joaquín Francisco Pacheco, moderat, i Antonio Ríos Rosas, també moderat. Encara foren més nombrosos els militars i polítics, com Francisco de Paula Figueras, Manuel de Soria Fernández, Manuel Montes de Oca, que el 1841 protagonitzà un pronunciament, Juan Aldama, Santos San Miguel i Manuel Lebrón, per només citar-ne alguns.
D'altres cuners havien estat governadors civils de les Illes Balears, un càrrec reservat quasi en exclusiva per als peninsulars. Aquest fou el cas de José Fernández del Cueto i Carlos Navarro Rodrigo. També hi va haver nobles cuners, com el marquès de Casa Fuerte o el comte de Santa Coloma, un català. Esment a part es mereix l'historiador i filòleg Marcelino Menéndez Pelayo, d'ideologia tradicionalista i catòlic radical, que va esser elegit diputat pel Partit Conservador l'abril del 1884. Com va indicar Pere Fullana a la Gran Enciclopèdia de Mallorca, va fer una tournée electoral per la Part Forana i una conferència sobre Ramon Llull a l'Institut Balear.
A partir de l'aprovació del sufragi universal (1890), el cunerisme va tendir a desaparèixer, però un nou partit, el PSOE, encara molt minoritari, sovint presentà candidats forans. En aquest cas, no es tractava de recompensar serveis prestats o de continuar carreres polítiques en els partits hegemònics, però el fet de presentar a Mallorca personalitats com Pablo Iglesias (1893) o Antonio García Quejido (1893, 1896, 1898 i 1899) demostra manca de sensibilitat cap a la realitat illenca..
Els republicans del 1931 presentaren per les Illes Balears ni més ni manco que Manuel Azaña. Aquest, va renunciar a l'acta perquè també havia estat elegit en una altra circumscripció i es varen haver de fer, l'octubre d'aquell mateix any, unes eleccions complementàries per a cobrir el seu escó. No tothom acceptava el menyspreu a Mallorca que implica el cunerisme. El 1884, els republicans possibilistes del diari La Opinión recomanaven: 'Mallorquines! En la próxima elección de diputados a Cortes, votemos paisanos nuestros, procedan de donde procedan. Ellos conocen nuestras necesidades locales, y por ello trabajarán en Madrid a fin que sean atendidas. 'Abajo los forasteros! Sean buenos o malos, cuidadosos o indiferentes.